# Aerotécnica AC-12
El Aerotécnica AC-12 Pepo fue un helicóptero ligero biplaza español diseñado en los años 50 por el ingeniero francés Jean Cantinieau, basándose en el prototipo Aerotécnica AC-11, que a su vez se basaba en el también prototipo Matra-Cantinieau MC.101. Realizó su primer vuelo el 20 de julio de 1954, convirtiéndose en el primer helicóptero fabricado en serie que vuela en España, y el único de diseño nacional que entró en servicio regular en el Ejército del Aire de España.

## Diseño y desarrollo
Aerotécnica S.A. fue una compañía fundada en 1954 en Cuatro Vientos (Madrid), con el propósito de desarrollar los diseños de helicóptero del ingeniero francés Jean Cantinieau. La compañía adquirió los derechos para la construcción bajo licencia del helicóptero Matra-Cantinieau MC.101 de la sociedad francesa Matra, al que denominó Aerotécnica AC-11, y que sirvió como base para el desarrollo del Aerotécnica AC-12, que realizó su primer vuelo el 20 de julio de 1954 en Barajas (Madrid).
Los dos primeros prototipos del AC-12 fueron construidos por la compañía AISA, en colaboración con ENHASA, con una configuración en góndola y un larguero en la parte superior, y estaban equipados con un motor Lycoming O-360-B2A de 168 hp instalado encima del techo de la cabina, justo delante del rotor principal, que contaba con tres palas de duraluminio (al igual que las del rotor de cola), y era propulsado directamente por medio de un piñón reductor y una caja de engranajes. El tren de aterrizaje era del tipo patín simple, y la cabina semicerrada disponía de mandos dobles para las dos plazas.

## Operadores
España
- Ejército del Aire: 12 unidades (los dos prototipos y diez más de preproducción) donde sirvieron con la designación Z.2[2][6] en la escuela de helicópteros de Cuatro Vientos desde 1961 hasta que son dados de baja el 14 de noviembre de 1964,[1] llegando a acumular 2500 horas de vuelo, y siendo sustituidos por los Bell 47G excedentes del Ejército de Estados Unidos en la guerra de Corea.[1][5]
- Instituto Nacional de Técnica Aeroespacial de España (INTA): operó algunas unidades dadas de baja del Ejército del Aire de España hasta el año 1967.[1]

## Galería

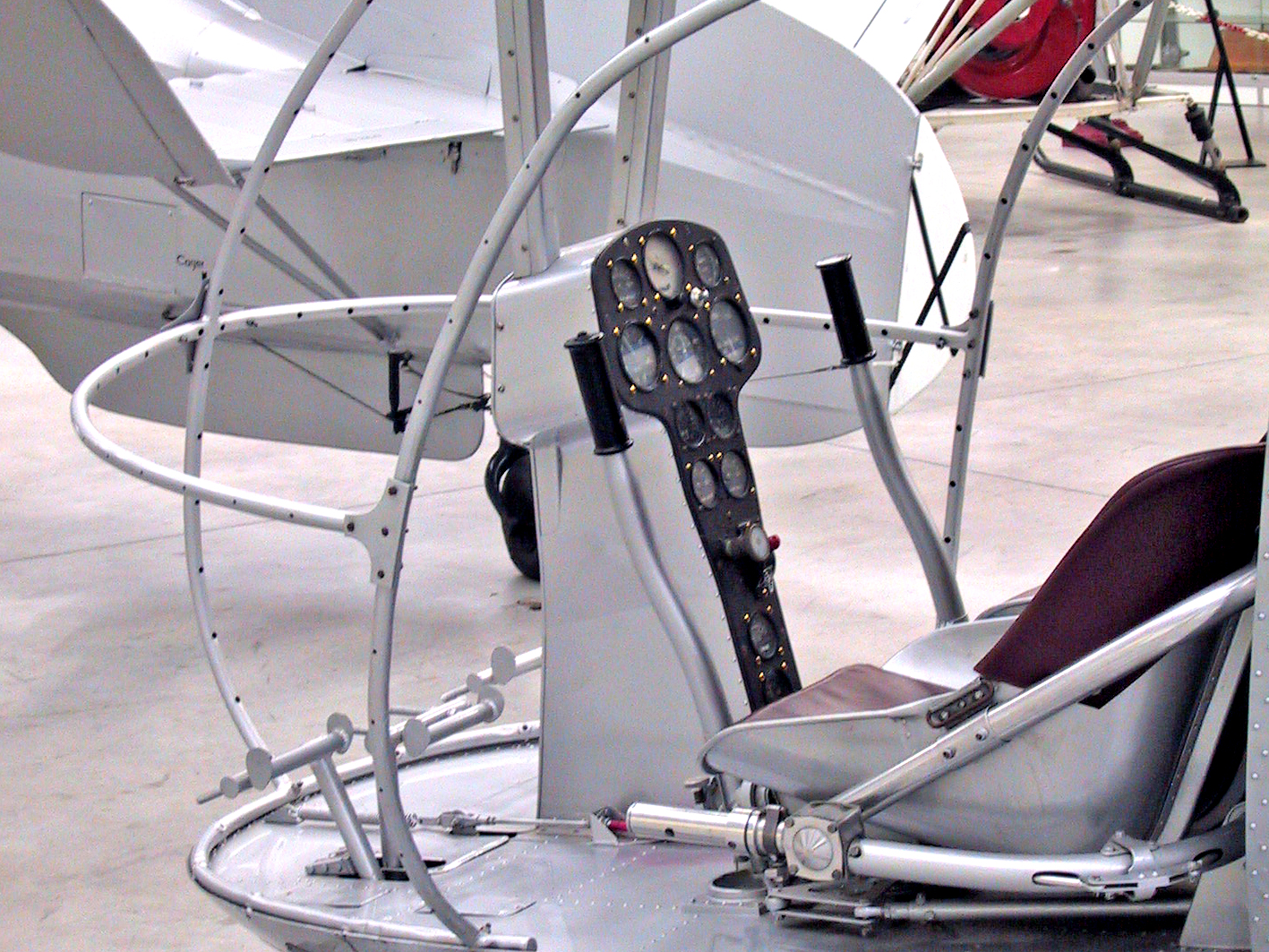
Detalle de la cabina.
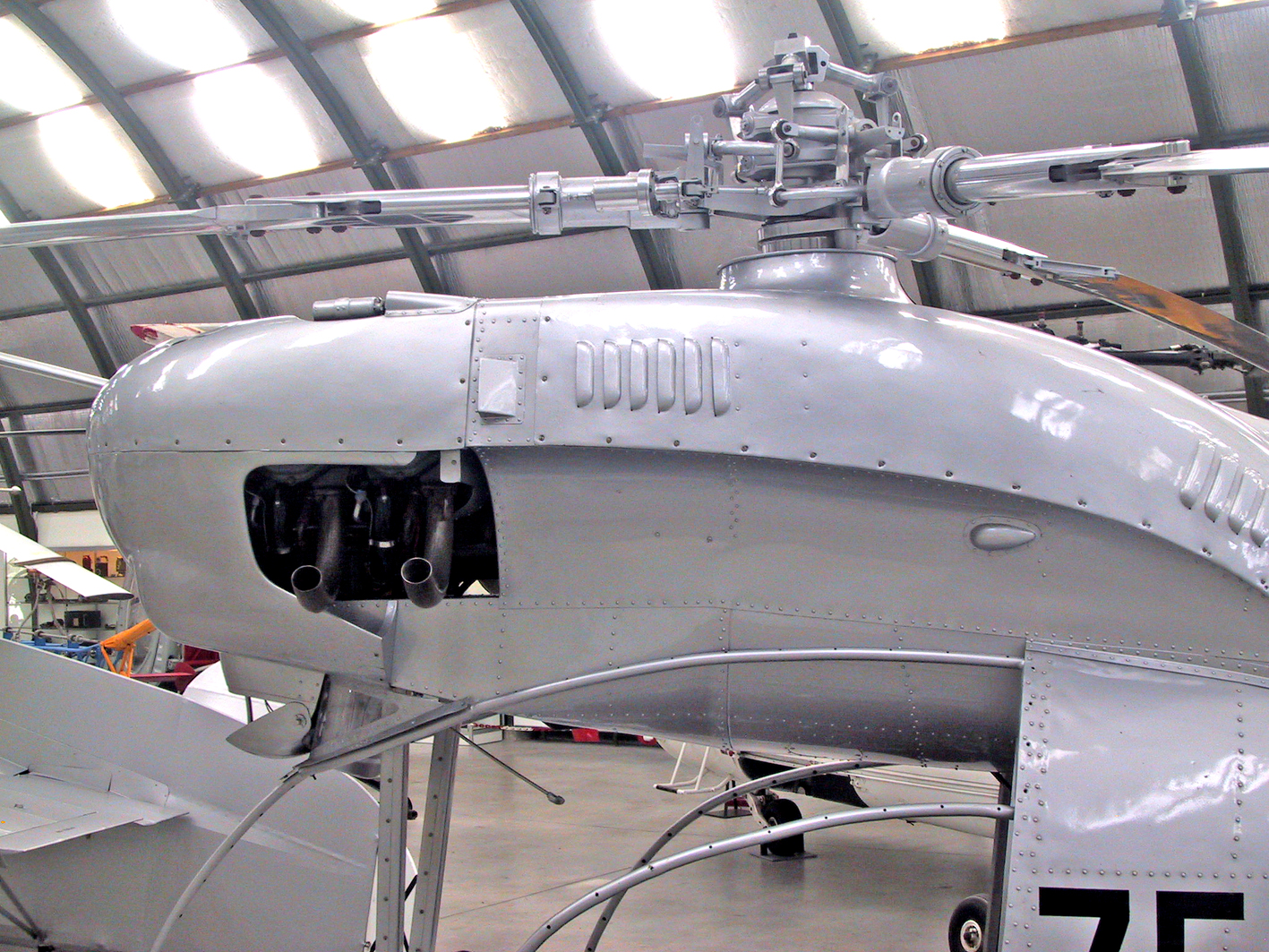
Detalle del motor y rotor.
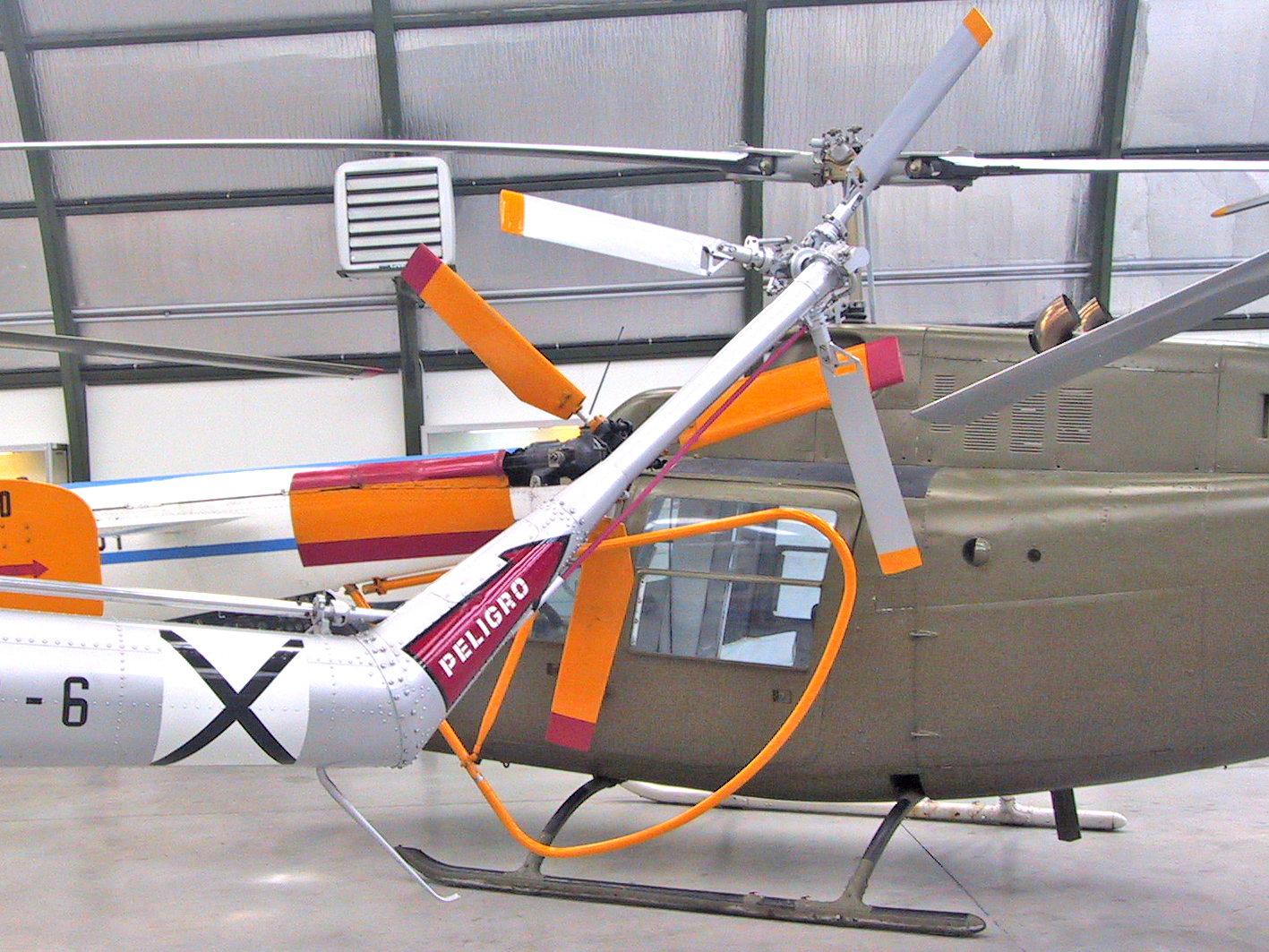
Detalle del rotor de cola.

## Supervivientes
Se tiene constancia de 3 unidades del AC-12 que se conservan en la actualidad:
- El Museo del Aire de Madrid, ubicado en Cuatro Vientos, dispone de una unidad en exposición dentro de uno de sus hangares.[7][9]
- La Fundación Parque Aeronáutico de Cataluña dispone de otra unidad expuesta en sus instalaciones de Villanueva y Geltrú.[7]
- En un desguace cercano a Valencia se encuentra otra unidad ligeramente modificada.[10]

## Especificaciones
Referencia datos: Aviastar.org

### Características generales
- Tripulación: Uno (piloto)
- Capacidad: Un copiloto/pasajero
- Longitud: 11,2 m (36,8 ft)
- Diámetro rotor principal: 8,5 m (27,9 ft)
- Altura: 2,8 m (9 ft)
- Peso vacío: 490 kg (1080 lb)
- Peso cargado: 770 kg (1697,1 lb)
- Planta motriz: 1× motor bóxer de cuatro cilindros refrigerado por aire Lycoming O-360-B2A.
  - Potencia: 125 kW (172 HP; 170 CV)

### Rendimiento
- Velocidad máxima operativa (Vno): 140 km/h (87 MPH; 76 kt)
- Velocidad crucero (Vc): 110 km/h (68 MPH; 59 kt)
- Alcance: 320 km (173 nmi; 199 mi)
- Techo de vuelo: 3100 m (10 171 ft)
- Régimen de ascenso: 4,3 m/s (846 ft/min)

## Aeronaves relacionadas

### Desarrollos relacionados
- AC-11
- AC-13
- AC-14

### Secuencias de designación
- Secuencia AC-_ (interna de Aerotécnica): AC-11 - AC-12 - AC-13 - AC-14 - AC-15 →
- Secuencia Z._ (Helicópteros del Ejército del Aire español, 1954-1978): Z.1/A/C/B - Z.2 - XZ.3 - XZ.4 - Z.5 →
- Secuencia H._ (Helicópteros del Ejército del Aire español, 1978-presente): H.1/A/C/B - H.2 - H.4 - HE.7/B/A - HU.8 →